# 존 위팅데일

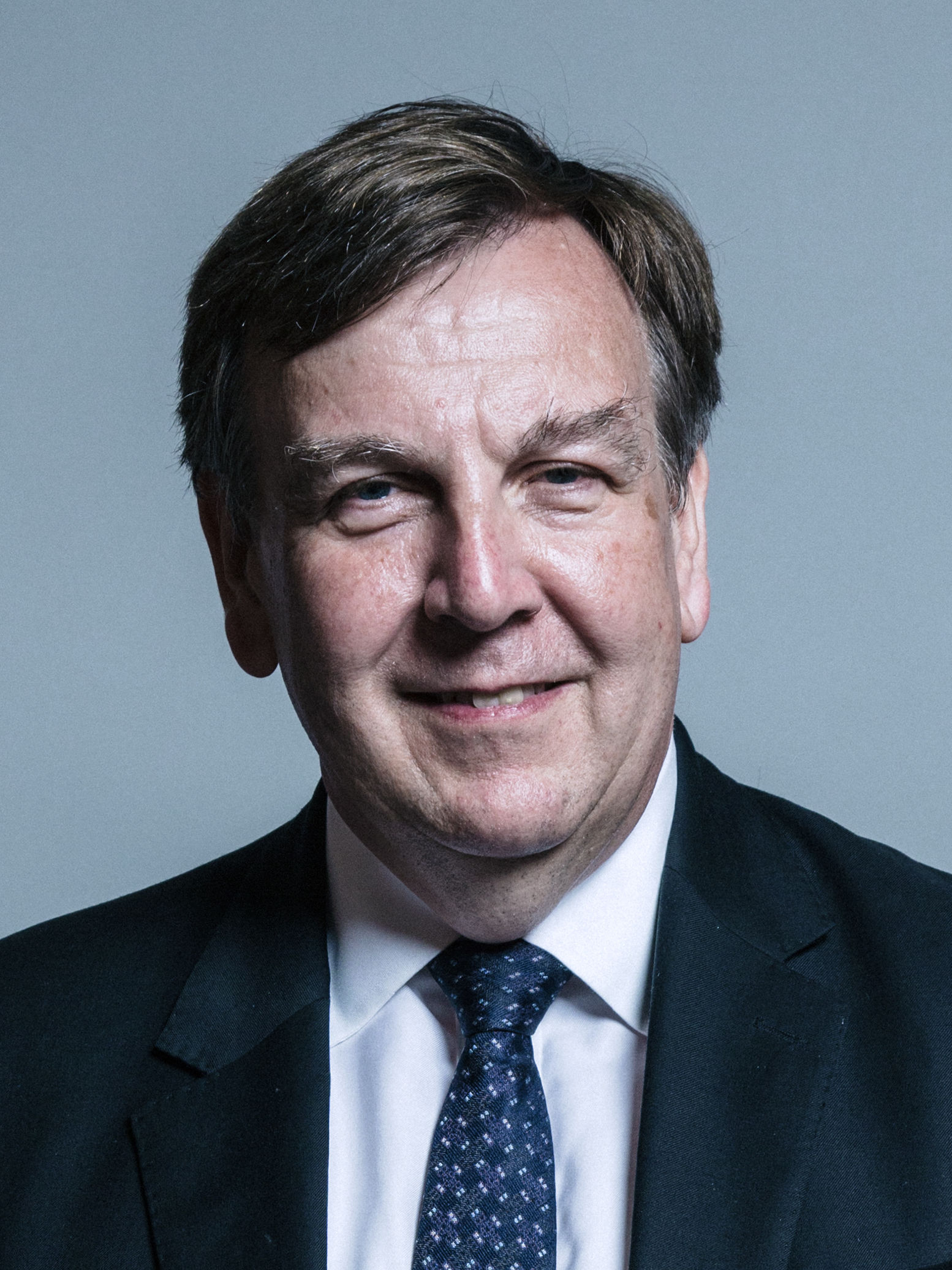
위팅데일 의원

존 플라스비 로런스 위팅데일(John Flasby Lawrance Whittingdale, OBE, 1959년 10월 16일 ~ )은 영국의 보수당 소속 정치인이자 전 장관이다. 현재 몰던 지역구 국회의원을 역임하고 있다.
위팅데일은 1992년 총선에서 잉글랜드 에식스주 몰던 시를 지역구로 하는 국회의원으로 처음 당선되었다. 이후 하원 내 보수당 의원 단체인 1992년 위원회의 부의장을 맡았으며, 2005년부터 2010년까지는 컨서베이티브 웨이 포워드 집행위원회 위원, 2006년부터 2010년까지는 보수당 이사회 회원을 지냈다.
2015년 5월 11일 데이비드 캐머런 총리에 의해 문화미디어스포츠부 장관으로 임명되었으며, 2016년 7월 14일 테리사 메이 내각 출범으로 자리에서 물러날 때까지 약 1년여간 장관직을 맡았다. 2016년 브렉시트 국민투표 기간에는 브렉시트(영국의 유럽 연합 탈퇴)를 찬성한다고 밝힌 내각 장관 6인 중 한 사람으로서, 유럽회의주의 지지 모임인 '리브 민즈 리브'(Leave Means Leave)을 지지하는 활동을 벌인 바 있다.